# Assen
Assen () è una municipalità dei Paesi Bassi di 69 691 abitanti situata nella provincia di Drenthe, di cui è capoluogo.
Ricevette la qualifica di città nel 1809 e il suo nome è legato, nel mondo dello sport alla presenza, nelle sue immediate vicinanze del circuito dove viene annualmente svolto il Gran Premio di motociclismo.
Nel settembre del 2006 si sono svolti i Mondiali di Atletica per disabili.

## Amministrazione

### Gemellaggi
- Poznań
- Municipalità locale di Naledi (Nordovest)
- Bad Bentheim